# 양영수
양영수(梁榮秀, 1974년 9월 6일 ~ )은 대한민국의 제12대 제주특별자치도의원이다.

## 학력
- 광양국민학교 36회 졸업
- 제주동중학교 5회 졸업
- 오현고등학교 41회 졸업
- 제주대학교 정보공학과 졸업
- 제주대학교 대학원 정보공학과 공학석사 졸업

## 경력
- 제주영리병원철회 집행위원장
- 제주대학병원 근무
- 민주노총 제주본부 부본부장
- 사회복지법인 제주원 감사
- 시민정치연대 제주가치 운영위원
- 아라동 주민자치위원
- 제주4・3희생자 유족청년회 운영위원
- 의료공공성강화 제주도민운동본부 집행위원장
- 진보당 제주특별자치도당 택배도선료 인하 운동본부 공동본부장
- 행복동행봉사단 공동대표
- 아라동 새마을지도자협의회 회원
- 아라동 연합청년회 회원
- 2024.04 ~ 제12대 제주특별자치도의회 의원
- 2024.04 ~ 2024.07 제12대 제주특별자치도의회 전반기 농수축경제위원회 위원
- 2024.07 ~ 제12대 제주특별자치도의회 후반기 문화관광체육위원회 위원

## 역대 선거 결과
|  | 22.10% |

|  | 42.25% |